# 16α-Hidroksiandrostendion
16α-Hidroksiandrostendion (16α-OH-A4), takođe poznat kao 16α-hidroksiandrost-4-en-3,17-dion, endogeni je prirodni steroidni metabolički intermedijar u biosintezi estriola tokom trudnoće. On se proizvodi iz dehidroepiandrosterona (DHEA), koji se konvertuje u 16α-hidroksi-DHEA sulfat, zatim se desulfatiše i aromatizuje u 16α-hidroksiestron, i konačno se konvertuje u estriol posredstvom 17β-hidroksisteroidne dehidrogenaze.